# Гордон (ураган, 2006)
Ураган «Го́рдон» (англ. Hurricane Gordon) — тропический циклон, обрушившийся на Азорские острова, Испанию, Ирландию и Великобританию. Является восьмым названным штормом, а также третьим ураганом сезона ураганов в Атлантике 2006 года. Ураган сформировался 10 сентября 2006 года из тропической волны, которая вышла из африканского побережья и последовала за ураганом Флоренцией. Двигаясь на север, «Гордон»  постепенно стал ураганом с категорией 3 по шкале ураганов Саффира — Симпсона. К утру 14 сентября он находился в 925 км к юго-востоку от Бермудских островов. Вскоре став почти неподвижным, «Гордон» ослабился, но затем повторно усилился, начав двигаться на восток. Его интенсивность вновь спала после прохода над более прохладными водами, и 20 сентября ураган достиг Азорских островов. Вскоре после этого «Гордон» стал внетропическим циклоном и впоследствии затронул Испанию, Ирландию и Великобританию.

## Воздействие

### Азорские острова
Азорские острова получили незначительный ущерб несмотря на ураганные порывы ветра, достигавшие острова Санта-Мария. На материковой части Европы воздействие было больше: в Испании порывы ветра двигались со скоростью 183 км/ч вдоль северо-западного побережья и оставили без электричества 100 тыс. человек, 5 человек получили травмы. В Великобританию и Ирландию циклон принёс рекордно высокую температуру; в Северной Ирландии 120 тыс. человек остались без электричества, а 1 человек пострадал.

### Испания
В северо-западной провинции Галисия Гордон обрушился на этот район как усиливающийся внетропический шторм, принося порывы ветра до 101 миль/ч (≈162.5 км/ч) в Фистерре. Что касается Мадрида, порывы ветра, превышающие 65 миль/ч, разрушали Пунто-Навасерраду. Сильные осадки также выпали по всей Испании, достигнув максимума в 2,58 дюйма в Канфраке. В Ла-Корунье атмосферное давление упало до 989,7 гПа. Также сообщалось о высоких волнах[где?], превышающих 7 м в высоту. Светофоры, деревья, плакаты и контейнеры hi fool[что?] были разнесены по всему району из-за сильных ветров Гордона в этом районе. Один человек погиб из-за того что на его машину упало дерево. Ущерб в Испании был незначительным, хотя некоторые дороги были заблокированы в результате прохода Гордона через этот район.

### Республика Ирландия
21 сентября остатки Гордона принесли штормовую погоду, в результате чего 1500 домов остались без электричества. Больше всего пострадали районы на восточном побережье между Уэксфордом и Дрохедой. Кроме того, на юге районы Корк и Лимерик также сильно пострадали от остатков Гордона. 21 сентября женщина, которая присутствовала на Кубке Райдера 2006 года, получила травму после того, как ветка дерева упала рядом с багги для гольфа, в котором она случайно ехала в то время. Кроме того, медиа-центр в этом районе был эвакуирован из-за сильного ветра, вызванного Гордоном.

### Великобритания
В Соединённом Королевстве остатки Гордона врезались в юго-западную Великобританию вечером 21 сентября. Из-за прохождения Гордона через этот район был зафиксирован порыв ветра до 81 мили в час (≈130,33 километров в час). В этом районе также были повреждены линии электропередач, в результате чего более 1000 домов в Труро, Корнуолл, остались без электричества. В Девоне железная дорога между Эксетером и Плимутом была повреждена из-за сильного прибоя в Доулише, вызванного остатками Гордона. Это вызвало перебои в работе служб, но не более того. Северная Ирландия получила порывы ветра до 75 миль в час (≈120,67 километров в час), когда Гордон проходил через этот район в ночь с 21 на 22 сентября. Около 100 000 домов остались без электричества, потому что ветви деревьев упали на линии электропередач в этом районе. В Каунти-Дауне несколько человек пришлось спасать из своих автомобилей, поскольку на них упали деревья. Также сообщалось о наводнении в Ростреворе. Кроме того, несколько дорог в провинции были перекрыты из-за упавших деревьев, включая автомагистраль М1, а также основные дороги из Дерри в Белфаст и Колрейн.
В Дерри 22 сентября мост Фойл был закрыт на 2 часа из-за сильного ветра, вызванного остатками Гордона. В Шотландии сильный ветер привел к отмене паромного сообщения из Странраера и Кэрнрайана. Кроме того, грузовики на дороге A715 были вынуждены парковаться на обочине на ночь из-за опасных условий вождения в этом районе.

## Метеорологическая история
- «Гордон» образовался из тропической волны, возникшей у берегов Африки[1]. (10 сентября 2006 года)
- «Гордон» находится в 925 км к юго-востоку от Бермудских островов (Утро. 14 сентября 2006 года).
- «Гордон» достигает Азорских островов. (20 сентября 2006 года)
- «Гордон» достигает Испании.
- Остатки «Гордона» принесли штормовую погоду в Ирландию (21 сентября 2006 года).
- «Гордон» проходит через Великобританию (Вечер. 21 сентября 2006 года).
- «Гордон» распался (24 сентября 2006 года).